# Feminismo negro

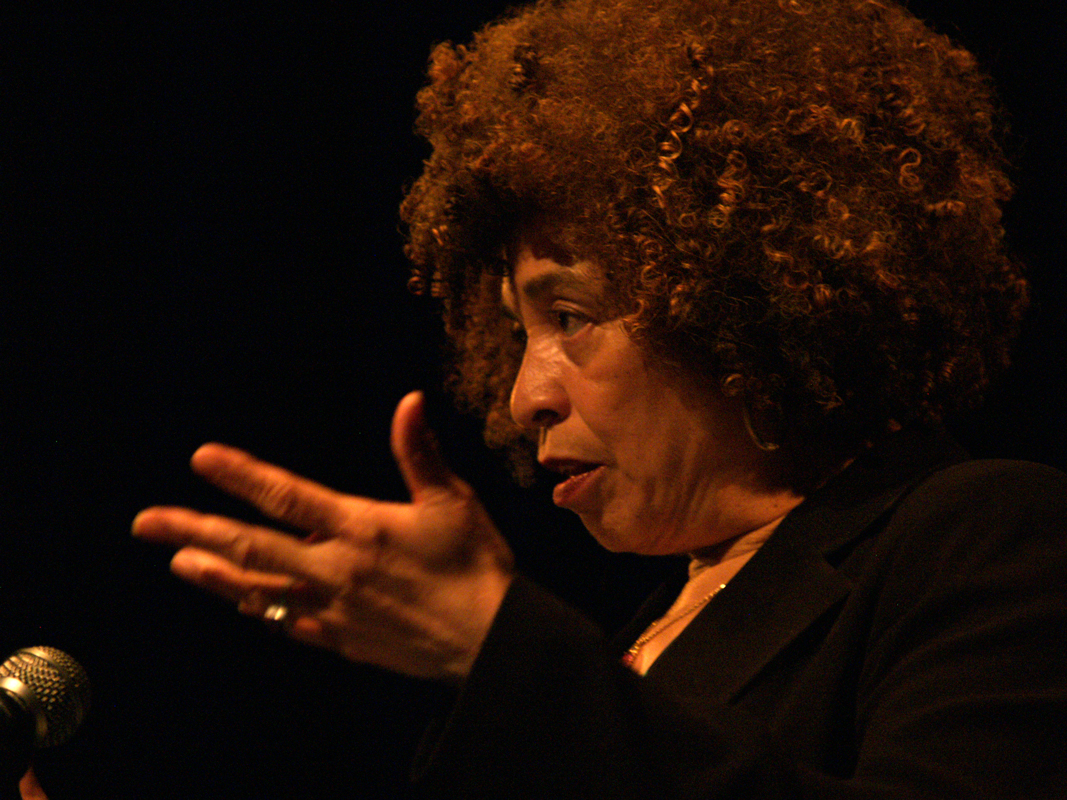
Angela Davis hablando en el Teatro Myer Horowitz de la Universidad de Alberta.

El feminismo negro, también denominado afrofeminismo, es una corriente de pensamiento dentro del feminismo que defiende que el sexismo, la opresión de clases y el racismo están estrechamente relacionados. La manera en que estos conceptos se relacionan entre sí recibe el nombre de interseccionalidad.

## Teoría de la interseccionalidad
El término 'interseccionalidad' fue acuñado por primera vez por la jurista Kimberlé Crenshaw en 1989. En su trabajo, Crenshaw sostiene que la experiencia de ser una mujer negra no puede ser entendida en forma independiente en términos de ser negra o de ser mujer, sino que debe ser incluida en el debate su interdependencia. El feminismo en su núcleo es un movimiento para abolir las desigualdades que enfrentan las mujeres. El Colectivo Combahee River argumentó en 1974 que la liberación de las mujeres negras implica la libertad para todas las personas, ya que supondría el fin del racismo, el sexismo y la opresión de clases. Trace Rose dijo que «la instalación de vídeo de un solo canal con el monitor de televisión volvió a su lado, en blanco y negro, los sonidos, las dimensiones variables».

## Historia del feminismo negro
El feminismo negro se popularizó en la década de 1960 como respuesta al Movimiento por los derechos civiles, el cual excluía a las mujeres de los puestos de poder, y el racismo percibido desde el movimiento feminista. Durante las décadas de 1970 y de 1980, las feministas negras formaron varios grupos desde donde abordaban el papel de las mujeres negras en el nacionalismo negro, la liberación gay y la segunda ola del feminismo. En la década de 1990, la polémica del caso de Anita Hill puso el foco de atención en el feminismo negro. Las teorías feministas negras llegaron a un público más amplio en la década de 2010, gracias al apoyo de los medios de comunicación.
Las defensoras del feminismo negro argumentan que las mujeres negras están posicionadas dentro de unas estructuras de poder de una forma fundamentalmente diferente a las mujeres blancas. En los últimos años, la distinción del feminismo negro ha dado a luz a la etiqueta de «feminismo blanco», utilizada para criticar las feministas que no reconocen los problemas de la interseccionalidad. Los críticos del feminismo negro sostienen que las divisiones raciales debilitan la fuerza del movimiento feminista global.
Entre las teorías que se desarrollaron a partir del feminismo negro encontramos el «mujerismo» de Alice Walker y un revisionismo histórico que centra su atención en las mujeres negras. Angela Davis, Bell Hooks, Kimberlé Williams Crenshaw, y Patricia Hill Collins han surgido como líderes académicos del feminismo negro, mientras que otras mujeres famosas, en particular Beyoncé, han alentado la discusión del feminismo negro en los medios de comunicación.

## Organizaciones
Desde su surgimiento, las organizaciones feministas negras se han enfrentado con desafíos diferentes a otras organizaciones feministas. En primer lugar, estas mujeres tuvieron que «demostrarle a otras mujeres negras que el feminismo no era solo para mujeres blancas». También tuvieron que exigir que las mujeres blancas «compartieran el poder con ellas y afirmaran la diversidad» y «lucharan contra las tendencias misóginas del nacionalismo negro».
La Organización Feminista Negra Nacional fue fundada en 1973 en Nueva York por Florynce Kennedy, Michele Wallace, Faith Ringgold, Doris Wright y Margaret Sloan-Hunter (Dejó de operar a nivel nacional en 1975). Esta organización de mujeres se centró en la interconexión de los muchos prejuicios que enfrentan las mujeres afroamericanas tales como el racismo, el sexismo y el clasismo.